# Défense Dzindzi-indienne
Cet article utilise la notation algébrique pour décrire des coups du jeu d'échecs.
|   | a | b | c | d | e | f | g | h |   |
| 8 | Tour noire sur case blanche a8 · Cavalier noir sur case noire b8 · Fou noir sur case blanche c8 · Dame noire sur case noire d8 · Roi noir sur case blanche e8 · Cavalier noir sur case blanche g8 · Tour noire sur case noire h8 · Pion noir sur case noire a7 · Pion noir sur case blanche b7 · Pion noir sur case blanche d7 · Pion noir sur case noire e7 · Pion noir sur case blanche h7 · Pion noir sur case blanche g6 · Pion noir sur case noire c5 · Pion blanc sur case blanche d5 · Pion noir sur case blanche f5 · Pion blanc sur case blanche c4 · Pion blanc sur case noire c3 · Pion blanc sur case blanche a2 · Pion blanc sur case blanche e2 · Pion blanc sur case noire f2 · Pion blanc sur case blanche g2 · Pion blanc sur case noire h2 · Tour blanche sur case noire a1 · Fou blanc sur case noire c1 · Dame blanche sur case blanche d1 · Roi blanc sur case noire e1 · Fou blanc sur case blanche f1 · Cavalier blanc sur case noire g1 · Tour blanche sur case blanche h1 | Tour noire sur case blanche a8 · Cavalier noir sur case noire b8 · Fou noir sur case blanche c8 · Dame noire sur case noire d8 · Roi noir sur case blanche e8 · Cavalier noir sur case blanche g8 · Tour noire sur case noire h8 · Pion noir sur case noire a7 · Pion noir sur case blanche b7 · Pion noir sur case blanche d7 · Pion noir sur case noire e7 · Pion noir sur case blanche h7 · Pion noir sur case blanche g6 · Pion noir sur case noire c5 · Pion blanc sur case blanche d5 · Pion noir sur case blanche f5 · Pion blanc sur case blanche c4 · Pion blanc sur case noire c3 · Pion blanc sur case blanche a2 · Pion blanc sur case blanche e2 · Pion blanc sur case noire f2 · Pion blanc sur case blanche g2 · Pion blanc sur case noire h2 · Tour blanche sur case noire a1 · Fou blanc sur case noire c1 · Dame blanche sur case blanche d1 · Roi blanc sur case noire e1 · Fou blanc sur case blanche f1 · Cavalier blanc sur case noire g1 · Tour blanche sur case blanche h1 | Tour noire sur case blanche a8 · Cavalier noir sur case noire b8 · Fou noir sur case blanche c8 · Dame noire sur case noire d8 · Roi noir sur case blanche e8 · Cavalier noir sur case blanche g8 · Tour noire sur case noire h8 · Pion noir sur case noire a7 · Pion noir sur case blanche b7 · Pion noir sur case blanche d7 · Pion noir sur case noire e7 · Pion noir sur case blanche h7 · Pion noir sur case blanche g6 · Pion noir sur case noire c5 · Pion blanc sur case blanche d5 · Pion noir sur case blanche f5 · Pion blanc sur case blanche c4 · Pion blanc sur case noire c3 · Pion blanc sur case blanche a2 · Pion blanc sur case blanche e2 · Pion blanc sur case noire f2 · Pion blanc sur case blanche g2 · Pion blanc sur case noire h2 · Tour blanche sur case noire a1 · Fou blanc sur case noire c1 · Dame blanche sur case blanche d1 · Roi blanc sur case noire e1 · Fou blanc sur case blanche f1 · Cavalier blanc sur case noire g1 · Tour blanche sur case blanche h1 | Tour noire sur case blanche a8 · Cavalier noir sur case noire b8 · Fou noir sur case blanche c8 · Dame noire sur case noire d8 · Roi noir sur case blanche e8 · Cavalier noir sur case blanche g8 · Tour noire sur case noire h8 · Pion noir sur case noire a7 · Pion noir sur case blanche b7 · Pion noir sur case blanche d7 · Pion noir sur case noire e7 · Pion noir sur case blanche h7 · Pion noir sur case blanche g6 · Pion noir sur case noire c5 · Pion blanc sur case blanche d5 · Pion noir sur case blanche f5 · Pion blanc sur case blanche c4 · Pion blanc sur case noire c3 · Pion blanc sur case blanche a2 · Pion blanc sur case blanche e2 · Pion blanc sur case noire f2 · Pion blanc sur case blanche g2 · Pion blanc sur case noire h2 · Tour blanche sur case noire a1 · Fou blanc sur case noire c1 · Dame blanche sur case blanche d1 · Roi blanc sur case noire e1 · Fou blanc sur case blanche f1 · Cavalier blanc sur case noire g1 · Tour blanche sur case blanche h1 | Tour noire sur case blanche a8 · Cavalier noir sur case noire b8 · Fou noir sur case blanche c8 · Dame noire sur case noire d8 · Roi noir sur case blanche e8 · Cavalier noir sur case blanche g8 · Tour noire sur case noire h8 · Pion noir sur case noire a7 · Pion noir sur case blanche b7 · Pion noir sur case blanche d7 · Pion noir sur case noire e7 · Pion noir sur case blanche h7 · Pion noir sur case blanche g6 · Pion noir sur case noire c5 · Pion blanc sur case blanche d5 · Pion noir sur case blanche f5 · Pion blanc sur case blanche c4 · Pion blanc sur case noire c3 · Pion blanc sur case blanche a2 · Pion blanc sur case blanche e2 · Pion blanc sur case noire f2 · Pion blanc sur case blanche g2 · Pion blanc sur case noire h2 · Tour blanche sur case noire a1 · Fou blanc sur case noire c1 · Dame blanche sur case blanche d1 · Roi blanc sur case noire e1 · Fou blanc sur case blanche f1 · Cavalier blanc sur case noire g1 · Tour blanche sur case blanche h1 | Tour noire sur case blanche a8 · Cavalier noir sur case noire b8 · Fou noir sur case blanche c8 · Dame noire sur case noire d8 · Roi noir sur case blanche e8 · Cavalier noir sur case blanche g8 · Tour noire sur case noire h8 · Pion noir sur case noire a7 · Pion noir sur case blanche b7 · Pion noir sur case blanche d7 · Pion noir sur case noire e7 · Pion noir sur case blanche h7 · Pion noir sur case blanche g6 · Pion noir sur case noire c5 · Pion blanc sur case blanche d5 · Pion noir sur case blanche f5 · Pion blanc sur case blanche c4 · Pion blanc sur case noire c3 · Pion blanc sur case blanche a2 · Pion blanc sur case blanche e2 · Pion blanc sur case noire f2 · Pion blanc sur case blanche g2 · Pion blanc sur case noire h2 · Tour blanche sur case noire a1 · Fou blanc sur case noire c1 · Dame blanche sur case blanche d1 · Roi blanc sur case noire e1 · Fou blanc sur case blanche f1 · Cavalier blanc sur case noire g1 · Tour blanche sur case blanche h1 | Tour noire sur case blanche a8 · Cavalier noir sur case noire b8 · Fou noir sur case blanche c8 · Dame noire sur case noire d8 · Roi noir sur case blanche e8 · Cavalier noir sur case blanche g8 · Tour noire sur case noire h8 · Pion noir sur case noire a7 · Pion noir sur case blanche b7 · Pion noir sur case blanche d7 · Pion noir sur case noire e7 · Pion noir sur case blanche h7 · Pion noir sur case blanche g6 · Pion noir sur case noire c5 · Pion blanc sur case blanche d5 · Pion noir sur case blanche f5 · Pion blanc sur case blanche c4 · Pion blanc sur case noire c3 · Pion blanc sur case blanche a2 · Pion blanc sur case blanche e2 · Pion blanc sur case noire f2 · Pion blanc sur case blanche g2 · Pion blanc sur case noire h2 · Tour blanche sur case noire a1 · Fou blanc sur case noire c1 · Dame blanche sur case blanche d1 · Roi blanc sur case noire e1 · Fou blanc sur case blanche f1 · Cavalier blanc sur case noire g1 · Tour blanche sur case blanche h1 | Tour noire sur case blanche a8 · Cavalier noir sur case noire b8 · Fou noir sur case blanche c8 · Dame noire sur case noire d8 · Roi noir sur case blanche e8 · Cavalier noir sur case blanche g8 · Tour noire sur case noire h8 · Pion noir sur case noire a7 · Pion noir sur case blanche b7 · Pion noir sur case blanche d7 · Pion noir sur case noire e7 · Pion noir sur case blanche h7 · Pion noir sur case blanche g6 · Pion noir sur case noire c5 · Pion blanc sur case blanche d5 · Pion noir sur case blanche f5 · Pion blanc sur case blanche c4 · Pion blanc sur case noire c3 · Pion blanc sur case blanche a2 · Pion blanc sur case blanche e2 · Pion blanc sur case noire f2 · Pion blanc sur case blanche g2 · Pion blanc sur case noire h2 · Tour blanche sur case noire a1 · Fou blanc sur case noire c1 · Dame blanche sur case blanche d1 · Roi blanc sur case noire e1 · Fou blanc sur case blanche f1 · Cavalier blanc sur case noire g1 · Tour blanche sur case blanche h1 | 8 |
| 7 | Tour noire sur case blanche a8 · Cavalier noir sur case noire b8 · Fou noir sur case blanche c8 · Dame noire sur case noire d8 · Roi noir sur case blanche e8 · Cavalier noir sur case blanche g8 · Tour noire sur case noire h8 · Pion noir sur case noire a7 · Pion noir sur case blanche b7 · Pion noir sur case blanche d7 · Pion noir sur case noire e7 · Pion noir sur case blanche h7 · Pion noir sur case blanche g6 · Pion noir sur case noire c5 · Pion blanc sur case blanche d5 · Pion noir sur case blanche f5 · Pion blanc sur case blanche c4 · Pion blanc sur case noire c3 · Pion blanc sur case blanche a2 · Pion blanc sur case blanche e2 · Pion blanc sur case noire f2 · Pion blanc sur case blanche g2 · Pion blanc sur case noire h2 · Tour blanche sur case noire a1 · Fou blanc sur case noire c1 · Dame blanche sur case blanche d1 · Roi blanc sur case noire e1 · Fou blanc sur case blanche f1 · Cavalier blanc sur case noire g1 · Tour blanche sur case blanche h1 | Tour noire sur case blanche a8 · Cavalier noir sur case noire b8 · Fou noir sur case blanche c8 · Dame noire sur case noire d8 · Roi noir sur case blanche e8 · Cavalier noir sur case blanche g8 · Tour noire sur case noire h8 · Pion noir sur case noire a7 · Pion noir sur case blanche b7 · Pion noir sur case blanche d7 · Pion noir sur case noire e7 · Pion noir sur case blanche h7 · Pion noir sur case blanche g6 · Pion noir sur case noire c5 · Pion blanc sur case blanche d5 · Pion noir sur case blanche f5 · Pion blanc sur case blanche c4 · Pion blanc sur case noire c3 · Pion blanc sur case blanche a2 · Pion blanc sur case blanche e2 · Pion blanc sur case noire f2 · Pion blanc sur case blanche g2 · Pion blanc sur case noire h2 · Tour blanche sur case noire a1 · Fou blanc sur case noire c1 · Dame blanche sur case blanche d1 · Roi blanc sur case noire e1 · Fou blanc sur case blanche f1 · Cavalier blanc sur case noire g1 · Tour blanche sur case blanche h1 | Tour noire sur case blanche a8 · Cavalier noir sur case noire b8 · Fou noir sur case blanche c8 · Dame noire sur case noire d8 · Roi noir sur case blanche e8 · Cavalier noir sur case blanche g8 · Tour noire sur case noire h8 · Pion noir sur case noire a7 · Pion noir sur case blanche b7 · Pion noir sur case blanche d7 · Pion noir sur case noire e7 · Pion noir sur case blanche h7 · Pion noir sur case blanche g6 · Pion noir sur case noire c5 · Pion blanc sur case blanche d5 · Pion noir sur case blanche f5 · Pion blanc sur case blanche c4 · Pion blanc sur case noire c3 · Pion blanc sur case blanche a2 · Pion blanc sur case blanche e2 · Pion blanc sur case noire f2 · Pion blanc sur case blanche g2 · Pion blanc sur case noire h2 · Tour blanche sur case noire a1 · Fou blanc sur case noire c1 · Dame blanche sur case blanche d1 · Roi blanc sur case noire e1 · Fou blanc sur case blanche f1 · Cavalier blanc sur case noire g1 · Tour blanche sur case blanche h1 | Tour noire sur case blanche a8 · Cavalier noir sur case noire b8 · Fou noir sur case blanche c8 · Dame noire sur case noire d8 · Roi noir sur case blanche e8 · Cavalier noir sur case blanche g8 · Tour noire sur case noire h8 · Pion noir sur case noire a7 · Pion noir sur case blanche b7 · Pion noir sur case blanche d7 · Pion noir sur case noire e7 · Pion noir sur case blanche h7 · Pion noir sur case blanche g6 · Pion noir sur case noire c5 · Pion blanc sur case blanche d5 · Pion noir sur case blanche f5 · Pion blanc sur case blanche c4 · Pion blanc sur case noire c3 · Pion blanc sur case blanche a2 · Pion blanc sur case blanche e2 · Pion blanc sur case noire f2 · Pion blanc sur case blanche g2 · Pion blanc sur case noire h2 · Tour blanche sur case noire a1 · Fou blanc sur case noire c1 · Dame blanche sur case blanche d1 · Roi blanc sur case noire e1 · Fou blanc sur case blanche f1 · Cavalier blanc sur case noire g1 · Tour blanche sur case blanche h1 | Tour noire sur case blanche a8 · Cavalier noir sur case noire b8 · Fou noir sur case blanche c8 · Dame noire sur case noire d8 · Roi noir sur case blanche e8 · Cavalier noir sur case blanche g8 · Tour noire sur case noire h8 · Pion noir sur case noire a7 · Pion noir sur case blanche b7 · Pion noir sur case blanche d7 · Pion noir sur case noire e7 · Pion noir sur case blanche h7 · Pion noir sur case blanche g6 · Pion noir sur case noire c5 · Pion blanc sur case blanche d5 · Pion noir sur case blanche f5 · Pion blanc sur case blanche c4 · Pion blanc sur case noire c3 · Pion blanc sur case blanche a2 · Pion blanc sur case blanche e2 · Pion blanc sur case noire f2 · Pion blanc sur case blanche g2 · Pion blanc sur case noire h2 · Tour blanche sur case noire a1 · Fou blanc sur case noire c1 · Dame blanche sur case blanche d1 · Roi blanc sur case noire e1 · Fou blanc sur case blanche f1 · Cavalier blanc sur case noire g1 · Tour blanche sur case blanche h1 | Tour noire sur case blanche a8 · Cavalier noir sur case noire b8 · Fou noir sur case blanche c8 · Dame noire sur case noire d8 · Roi noir sur case blanche e8 · Cavalier noir sur case blanche g8 · Tour noire sur case noire h8 · Pion noir sur case noire a7 · Pion noir sur case blanche b7 · Pion noir sur case blanche d7 · Pion noir sur case noire e7 · Pion noir sur case blanche h7 · Pion noir sur case blanche g6 · Pion noir sur case noire c5 · Pion blanc sur case blanche d5 · Pion noir sur case blanche f5 · Pion blanc sur case blanche c4 · Pion blanc sur case noire c3 · Pion blanc sur case blanche a2 · Pion blanc sur case blanche e2 · Pion blanc sur case noire f2 · Pion blanc sur case blanche g2 · Pion blanc sur case noire h2 · Tour blanche sur case noire a1 · Fou blanc sur case noire c1 · Dame blanche sur case blanche d1 · Roi blanc sur case noire e1 · Fou blanc sur case blanche f1 · Cavalier blanc sur case noire g1 · Tour blanche sur case blanche h1 | Tour noire sur case blanche a8 · Cavalier noir sur case noire b8 · Fou noir sur case blanche c8 · Dame noire sur case noire d8 · Roi noir sur case blanche e8 · Cavalier noir sur case blanche g8 · Tour noire sur case noire h8 · Pion noir sur case noire a7 · Pion noir sur case blanche b7 · Pion noir sur case blanche d7 · Pion noir sur case noire e7 · Pion noir sur case blanche h7 · Pion noir sur case blanche g6 · Pion noir sur case noire c5 · Pion blanc sur case blanche d5 · Pion noir sur case blanche f5 · Pion blanc sur case blanche c4 · Pion blanc sur case noire c3 · Pion blanc sur case blanche a2 · Pion blanc sur case blanche e2 · Pion blanc sur case noire f2 · Pion blanc sur case blanche g2 · Pion blanc sur case noire h2 · Tour blanche sur case noire a1 · Fou blanc sur case noire c1 · Dame blanche sur case blanche d1 · Roi blanc sur case noire e1 · Fou blanc sur case blanche f1 · Cavalier blanc sur case noire g1 · Tour blanche sur case blanche h1 | Tour noire sur case blanche a8 · Cavalier noir sur case noire b8 · Fou noir sur case blanche c8 · Dame noire sur case noire d8 · Roi noir sur case blanche e8 · Cavalier noir sur case blanche g8 · Tour noire sur case noire h8 · Pion noir sur case noire a7 · Pion noir sur case blanche b7 · Pion noir sur case blanche d7 · Pion noir sur case noire e7 · Pion noir sur case blanche h7 · Pion noir sur case blanche g6 · Pion noir sur case noire c5 · Pion blanc sur case blanche d5 · Pion noir sur case blanche f5 · Pion blanc sur case blanche c4 · Pion blanc sur case noire c3 · Pion blanc sur case blanche a2 · Pion blanc sur case blanche e2 · Pion blanc sur case noire f2 · Pion blanc sur case blanche g2 · Pion blanc sur case noire h2 · Tour blanche sur case noire a1 · Fou blanc sur case noire c1 · Dame blanche sur case blanche d1 · Roi blanc sur case noire e1 · Fou blanc sur case blanche f1 · Cavalier blanc sur case noire g1 · Tour blanche sur case blanche h1 | 7 |
| 6 | Tour noire sur case blanche a8 · Cavalier noir sur case noire b8 · Fou noir sur case blanche c8 · Dame noire sur case noire d8 · Roi noir sur case blanche e8 · Cavalier noir sur case blanche g8 · Tour noire sur case noire h8 · Pion noir sur case noire a7 · Pion noir sur case blanche b7 · Pion noir sur case blanche d7 · Pion noir sur case noire e7 · Pion noir sur case blanche h7 · Pion noir sur case blanche g6 · Pion noir sur case noire c5 · Pion blanc sur case blanche d5 · Pion noir sur case blanche f5 · Pion blanc sur case blanche c4 · Pion blanc sur case noire c3 · Pion blanc sur case blanche a2 · Pion blanc sur case blanche e2 · Pion blanc sur case noire f2 · Pion blanc sur case blanche g2 · Pion blanc sur case noire h2 · Tour blanche sur case noire a1 · Fou blanc sur case noire c1 · Dame blanche sur case blanche d1 · Roi blanc sur case noire e1 · Fou blanc sur case blanche f1 · Cavalier blanc sur case noire g1 · Tour blanche sur case blanche h1 | Tour noire sur case blanche a8 · Cavalier noir sur case noire b8 · Fou noir sur case blanche c8 · Dame noire sur case noire d8 · Roi noir sur case blanche e8 · Cavalier noir sur case blanche g8 · Tour noire sur case noire h8 · Pion noir sur case noire a7 · Pion noir sur case blanche b7 · Pion noir sur case blanche d7 · Pion noir sur case noire e7 · Pion noir sur case blanche h7 · Pion noir sur case blanche g6 · Pion noir sur case noire c5 · Pion blanc sur case blanche d5 · Pion noir sur case blanche f5 · Pion blanc sur case blanche c4 · Pion blanc sur case noire c3 · Pion blanc sur case blanche a2 · Pion blanc sur case blanche e2 · Pion blanc sur case noire f2 · Pion blanc sur case blanche g2 · Pion blanc sur case noire h2 · Tour blanche sur case noire a1 · Fou blanc sur case noire c1 · Dame blanche sur case blanche d1 · Roi blanc sur case noire e1 · Fou blanc sur case blanche f1 · Cavalier blanc sur case noire g1 · Tour blanche sur case blanche h1 | Tour noire sur case blanche a8 · Cavalier noir sur case noire b8 · Fou noir sur case blanche c8 · Dame noire sur case noire d8 · Roi noir sur case blanche e8 · Cavalier noir sur case blanche g8 · Tour noire sur case noire h8 · Pion noir sur case noire a7 · Pion noir sur case blanche b7 · Pion noir sur case blanche d7 · Pion noir sur case noire e7 · Pion noir sur case blanche h7 · Pion noir sur case blanche g6 · Pion noir sur case noire c5 · Pion blanc sur case blanche d5 · Pion noir sur case blanche f5 · Pion blanc sur case blanche c4 · Pion blanc sur case noire c3 · Pion blanc sur case blanche a2 · Pion blanc sur case blanche e2 · Pion blanc sur case noire f2 · Pion blanc sur case blanche g2 · Pion blanc sur case noire h2 · Tour blanche sur case noire a1 · Fou blanc sur case noire c1 · Dame blanche sur case blanche d1 · Roi blanc sur case noire e1 · Fou blanc sur case blanche f1 · Cavalier blanc sur case noire g1 · Tour blanche sur case blanche h1 | Tour noire sur case blanche a8 · Cavalier noir sur case noire b8 · Fou noir sur case blanche c8 · Dame noire sur case noire d8 · Roi noir sur case blanche e8 · Cavalier noir sur case blanche g8 · Tour noire sur case noire h8 · Pion noir sur case noire a7 · Pion noir sur case blanche b7 · Pion noir sur case blanche d7 · Pion noir sur case noire e7 · Pion noir sur case blanche h7 · Pion noir sur case blanche g6 · Pion noir sur case noire c5 · Pion blanc sur case blanche d5 · Pion noir sur case blanche f5 · Pion blanc sur case blanche c4 · Pion blanc sur case noire c3 · Pion blanc sur case blanche a2 · Pion blanc sur case blanche e2 · Pion blanc sur case noire f2 · Pion blanc sur case blanche g2 · Pion blanc sur case noire h2 · Tour blanche sur case noire a1 · Fou blanc sur case noire c1 · Dame blanche sur case blanche d1 · Roi blanc sur case noire e1 · Fou blanc sur case blanche f1 · Cavalier blanc sur case noire g1 · Tour blanche sur case blanche h1 | Tour noire sur case blanche a8 · Cavalier noir sur case noire b8 · Fou noir sur case blanche c8 · Dame noire sur case noire d8 · Roi noir sur case blanche e8 · Cavalier noir sur case blanche g8 · Tour noire sur case noire h8 · Pion noir sur case noire a7 · Pion noir sur case blanche b7 · Pion noir sur case blanche d7 · Pion noir sur case noire e7 · Pion noir sur case blanche h7 · Pion noir sur case blanche g6 · Pion noir sur case noire c5 · Pion blanc sur case blanche d5 · Pion noir sur case blanche f5 · Pion blanc sur case blanche c4 · Pion blanc sur case noire c3 · Pion blanc sur case blanche a2 · Pion blanc sur case blanche e2 · Pion blanc sur case noire f2 · Pion blanc sur case blanche g2 · Pion blanc sur case noire h2 · Tour blanche sur case noire a1 · Fou blanc sur case noire c1 · Dame blanche sur case blanche d1 · Roi blanc sur case noire e1 · Fou blanc sur case blanche f1 · Cavalier blanc sur case noire g1 · Tour blanche sur case blanche h1 | Tour noire sur case blanche a8 · Cavalier noir sur case noire b8 · Fou noir sur case blanche c8 · Dame noire sur case noire d8 · Roi noir sur case blanche e8 · Cavalier noir sur case blanche g8 · Tour noire sur case noire h8 · Pion noir sur case noire a7 · Pion noir sur case blanche b7 · Pion noir sur case blanche d7 · Pion noir sur case noire e7 · Pion noir sur case blanche h7 · Pion noir sur case blanche g6 · Pion noir sur case noire c5 · Pion blanc sur case blanche d5 · Pion noir sur case blanche f5 · Pion blanc sur case blanche c4 · Pion blanc sur case noire c3 · Pion blanc sur case blanche a2 · Pion blanc sur case blanche e2 · Pion blanc sur case noire f2 · Pion blanc sur case blanche g2 · Pion blanc sur case noire h2 · Tour blanche sur case noire a1 · Fou blanc sur case noire c1 · Dame blanche sur case blanche d1 · Roi blanc sur case noire e1 · Fou blanc sur case blanche f1 · Cavalier blanc sur case noire g1 · Tour blanche sur case blanche h1 | Tour noire sur case blanche a8 · Cavalier noir sur case noire b8 · Fou noir sur case blanche c8 · Dame noire sur case noire d8 · Roi noir sur case blanche e8 · Cavalier noir sur case blanche g8 · Tour noire sur case noire h8 · Pion noir sur case noire a7 · Pion noir sur case blanche b7 · Pion noir sur case blanche d7 · Pion noir sur case noire e7 · Pion noir sur case blanche h7 · Pion noir sur case blanche g6 · Pion noir sur case noire c5 · Pion blanc sur case blanche d5 · Pion noir sur case blanche f5 · Pion blanc sur case blanche c4 · Pion blanc sur case noire c3 · Pion blanc sur case blanche a2 · Pion blanc sur case blanche e2 · Pion blanc sur case noire f2 · Pion blanc sur case blanche g2 · Pion blanc sur case noire h2 · Tour blanche sur case noire a1 · Fou blanc sur case noire c1 · Dame blanche sur case blanche d1 · Roi blanc sur case noire e1 · Fou blanc sur case blanche f1 · Cavalier blanc sur case noire g1 · Tour blanche sur case blanche h1 | Tour noire sur case blanche a8 · Cavalier noir sur case noire b8 · Fou noir sur case blanche c8 · Dame noire sur case noire d8 · Roi noir sur case blanche e8 · Cavalier noir sur case blanche g8 · Tour noire sur case noire h8 · Pion noir sur case noire a7 · Pion noir sur case blanche b7 · Pion noir sur case blanche d7 · Pion noir sur case noire e7 · Pion noir sur case blanche h7 · Pion noir sur case blanche g6 · Pion noir sur case noire c5 · Pion blanc sur case blanche d5 · Pion noir sur case blanche f5 · Pion blanc sur case blanche c4 · Pion blanc sur case noire c3 · Pion blanc sur case blanche a2 · Pion blanc sur case blanche e2 · Pion blanc sur case noire f2 · Pion blanc sur case blanche g2 · Pion blanc sur case noire h2 · Tour blanche sur case noire a1 · Fou blanc sur case noire c1 · Dame blanche sur case blanche d1 · Roi blanc sur case noire e1 · Fou blanc sur case blanche f1 · Cavalier blanc sur case noire g1 · Tour blanche sur case blanche h1 | 6 |
| 5 | Tour noire sur case blanche a8 · Cavalier noir sur case noire b8 · Fou noir sur case blanche c8 · Dame noire sur case noire d8 · Roi noir sur case blanche e8 · Cavalier noir sur case blanche g8 · Tour noire sur case noire h8 · Pion noir sur case noire a7 · Pion noir sur case blanche b7 · Pion noir sur case blanche d7 · Pion noir sur case noire e7 · Pion noir sur case blanche h7 · Pion noir sur case blanche g6 · Pion noir sur case noire c5 · Pion blanc sur case blanche d5 · Pion noir sur case blanche f5 · Pion blanc sur case blanche c4 · Pion blanc sur case noire c3 · Pion blanc sur case blanche a2 · Pion blanc sur case blanche e2 · Pion blanc sur case noire f2 · Pion blanc sur case blanche g2 · Pion blanc sur case noire h2 · Tour blanche sur case noire a1 · Fou blanc sur case noire c1 · Dame blanche sur case blanche d1 · Roi blanc sur case noire e1 · Fou blanc sur case blanche f1 · Cavalier blanc sur case noire g1 · Tour blanche sur case blanche h1 | Tour noire sur case blanche a8 · Cavalier noir sur case noire b8 · Fou noir sur case blanche c8 · Dame noire sur case noire d8 · Roi noir sur case blanche e8 · Cavalier noir sur case blanche g8 · Tour noire sur case noire h8 · Pion noir sur case noire a7 · Pion noir sur case blanche b7 · Pion noir sur case blanche d7 · Pion noir sur case noire e7 · Pion noir sur case blanche h7 · Pion noir sur case blanche g6 · Pion noir sur case noire c5 · Pion blanc sur case blanche d5 · Pion noir sur case blanche f5 · Pion blanc sur case blanche c4 · Pion blanc sur case noire c3 · Pion blanc sur case blanche a2 · Pion blanc sur case blanche e2 · Pion blanc sur case noire f2 · Pion blanc sur case blanche g2 · Pion blanc sur case noire h2 · Tour blanche sur case noire a1 · Fou blanc sur case noire c1 · Dame blanche sur case blanche d1 · Roi blanc sur case noire e1 · Fou blanc sur case blanche f1 · Cavalier blanc sur case noire g1 · Tour blanche sur case blanche h1 | Tour noire sur case blanche a8 · Cavalier noir sur case noire b8 · Fou noir sur case blanche c8 · Dame noire sur case noire d8 · Roi noir sur case blanche e8 · Cavalier noir sur case blanche g8 · Tour noire sur case noire h8 · Pion noir sur case noire a7 · Pion noir sur case blanche b7 · Pion noir sur case blanche d7 · Pion noir sur case noire e7 · Pion noir sur case blanche h7 · Pion noir sur case blanche g6 · Pion noir sur case noire c5 · Pion blanc sur case blanche d5 · Pion noir sur case blanche f5 · Pion blanc sur case blanche c4 · Pion blanc sur case noire c3 · Pion blanc sur case blanche a2 · Pion blanc sur case blanche e2 · Pion blanc sur case noire f2 · Pion blanc sur case blanche g2 · Pion blanc sur case noire h2 · Tour blanche sur case noire a1 · Fou blanc sur case noire c1 · Dame blanche sur case blanche d1 · Roi blanc sur case noire e1 · Fou blanc sur case blanche f1 · Cavalier blanc sur case noire g1 · Tour blanche sur case blanche h1 | Tour noire sur case blanche a8 · Cavalier noir sur case noire b8 · Fou noir sur case blanche c8 · Dame noire sur case noire d8 · Roi noir sur case blanche e8 · Cavalier noir sur case blanche g8 · Tour noire sur case noire h8 · Pion noir sur case noire a7 · Pion noir sur case blanche b7 · Pion noir sur case blanche d7 · Pion noir sur case noire e7 · Pion noir sur case blanche h7 · Pion noir sur case blanche g6 · Pion noir sur case noire c5 · Pion blanc sur case blanche d5 · Pion noir sur case blanche f5 · Pion blanc sur case blanche c4 · Pion blanc sur case noire c3 · Pion blanc sur case blanche a2 · Pion blanc sur case blanche e2 · Pion blanc sur case noire f2 · Pion blanc sur case blanche g2 · Pion blanc sur case noire h2 · Tour blanche sur case noire a1 · Fou blanc sur case noire c1 · Dame blanche sur case blanche d1 · Roi blanc sur case noire e1 · Fou blanc sur case blanche f1 · Cavalier blanc sur case noire g1 · Tour blanche sur case blanche h1 | Tour noire sur case blanche a8 · Cavalier noir sur case noire b8 · Fou noir sur case blanche c8 · Dame noire sur case noire d8 · Roi noir sur case blanche e8 · Cavalier noir sur case blanche g8 · Tour noire sur case noire h8 · Pion noir sur case noire a7 · Pion noir sur case blanche b7 · Pion noir sur case blanche d7 · Pion noir sur case noire e7 · Pion noir sur case blanche h7 · Pion noir sur case blanche g6 · Pion noir sur case noire c5 · Pion blanc sur case blanche d5 · Pion noir sur case blanche f5 · Pion blanc sur case blanche c4 · Pion blanc sur case noire c3 · Pion blanc sur case blanche a2 · Pion blanc sur case blanche e2 · Pion blanc sur case noire f2 · Pion blanc sur case blanche g2 · Pion blanc sur case noire h2 · Tour blanche sur case noire a1 · Fou blanc sur case noire c1 · Dame blanche sur case blanche d1 · Roi blanc sur case noire e1 · Fou blanc sur case blanche f1 · Cavalier blanc sur case noire g1 · Tour blanche sur case blanche h1 | Tour noire sur case blanche a8 · Cavalier noir sur case noire b8 · Fou noir sur case blanche c8 · Dame noire sur case noire d8 · Roi noir sur case blanche e8 · Cavalier noir sur case blanche g8 · Tour noire sur case noire h8 · Pion noir sur case noire a7 · Pion noir sur case blanche b7 · Pion noir sur case blanche d7 · Pion noir sur case noire e7 · Pion noir sur case blanche h7 · Pion noir sur case blanche g6 · Pion noir sur case noire c5 · Pion blanc sur case blanche d5 · Pion noir sur case blanche f5 · Pion blanc sur case blanche c4 · Pion blanc sur case noire c3 · Pion blanc sur case blanche a2 · Pion blanc sur case blanche e2 · Pion blanc sur case noire f2 · Pion blanc sur case blanche g2 · Pion blanc sur case noire h2 · Tour blanche sur case noire a1 · Fou blanc sur case noire c1 · Dame blanche sur case blanche d1 · Roi blanc sur case noire e1 · Fou blanc sur case blanche f1 · Cavalier blanc sur case noire g1 · Tour blanche sur case blanche h1 | Tour noire sur case blanche a8 · Cavalier noir sur case noire b8 · Fou noir sur case blanche c8 · Dame noire sur case noire d8 · Roi noir sur case blanche e8 · Cavalier noir sur case blanche g8 · Tour noire sur case noire h8 · Pion noir sur case noire a7 · Pion noir sur case blanche b7 · Pion noir sur case blanche d7 · Pion noir sur case noire e7 · Pion noir sur case blanche h7 · Pion noir sur case blanche g6 · Pion noir sur case noire c5 · Pion blanc sur case blanche d5 · Pion noir sur case blanche f5 · Pion blanc sur case blanche c4 · Pion blanc sur case noire c3 · Pion blanc sur case blanche a2 · Pion blanc sur case blanche e2 · Pion blanc sur case noire f2 · Pion blanc sur case blanche g2 · Pion blanc sur case noire h2 · Tour blanche sur case noire a1 · Fou blanc sur case noire c1 · Dame blanche sur case blanche d1 · Roi blanc sur case noire e1 · Fou blanc sur case blanche f1 · Cavalier blanc sur case noire g1 · Tour blanche sur case blanche h1 | Tour noire sur case blanche a8 · Cavalier noir sur case noire b8 · Fou noir sur case blanche c8 · Dame noire sur case noire d8 · Roi noir sur case blanche e8 · Cavalier noir sur case blanche g8 · Tour noire sur case noire h8 · Pion noir sur case noire a7 · Pion noir sur case blanche b7 · Pion noir sur case blanche d7 · Pion noir sur case noire e7 · Pion noir sur case blanche h7 · Pion noir sur case blanche g6 · Pion noir sur case noire c5 · Pion blanc sur case blanche d5 · Pion noir sur case blanche f5 · Pion blanc sur case blanche c4 · Pion blanc sur case noire c3 · Pion blanc sur case blanche a2 · Pion blanc sur case blanche e2 · Pion blanc sur case noire f2 · Pion blanc sur case blanche g2 · Pion blanc sur case noire h2 · Tour blanche sur case noire a1 · Fou blanc sur case noire c1 · Dame blanche sur case blanche d1 · Roi blanc sur case noire e1 · Fou blanc sur case blanche f1 · Cavalier blanc sur case noire g1 · Tour blanche sur case blanche h1 | 5 |
| 4 | Tour noire sur case blanche a8 · Cavalier noir sur case noire b8 · Fou noir sur case blanche c8 · Dame noire sur case noire d8 · Roi noir sur case blanche e8 · Cavalier noir sur case blanche g8 · Tour noire sur case noire h8 · Pion noir sur case noire a7 · Pion noir sur case blanche b7 · Pion noir sur case blanche d7 · Pion noir sur case noire e7 · Pion noir sur case blanche h7 · Pion noir sur case blanche g6 · Pion noir sur case noire c5 · Pion blanc sur case blanche d5 · Pion noir sur case blanche f5 · Pion blanc sur case blanche c4 · Pion blanc sur case noire c3 · Pion blanc sur case blanche a2 · Pion blanc sur case blanche e2 · Pion blanc sur case noire f2 · Pion blanc sur case blanche g2 · Pion blanc sur case noire h2 · Tour blanche sur case noire a1 · Fou blanc sur case noire c1 · Dame blanche sur case blanche d1 · Roi blanc sur case noire e1 · Fou blanc sur case blanche f1 · Cavalier blanc sur case noire g1 · Tour blanche sur case blanche h1 | Tour noire sur case blanche a8 · Cavalier noir sur case noire b8 · Fou noir sur case blanche c8 · Dame noire sur case noire d8 · Roi noir sur case blanche e8 · Cavalier noir sur case blanche g8 · Tour noire sur case noire h8 · Pion noir sur case noire a7 · Pion noir sur case blanche b7 · Pion noir sur case blanche d7 · Pion noir sur case noire e7 · Pion noir sur case blanche h7 · Pion noir sur case blanche g6 · Pion noir sur case noire c5 · Pion blanc sur case blanche d5 · Pion noir sur case blanche f5 · Pion blanc sur case blanche c4 · Pion blanc sur case noire c3 · Pion blanc sur case blanche a2 · Pion blanc sur case blanche e2 · Pion blanc sur case noire f2 · Pion blanc sur case blanche g2 · Pion blanc sur case noire h2 · Tour blanche sur case noire a1 · Fou blanc sur case noire c1 · Dame blanche sur case blanche d1 · Roi blanc sur case noire e1 · Fou blanc sur case blanche f1 · Cavalier blanc sur case noire g1 · Tour blanche sur case blanche h1 | Tour noire sur case blanche a8 · Cavalier noir sur case noire b8 · Fou noir sur case blanche c8 · Dame noire sur case noire d8 · Roi noir sur case blanche e8 · Cavalier noir sur case blanche g8 · Tour noire sur case noire h8 · Pion noir sur case noire a7 · Pion noir sur case blanche b7 · Pion noir sur case blanche d7 · Pion noir sur case noire e7 · Pion noir sur case blanche h7 · Pion noir sur case blanche g6 · Pion noir sur case noire c5 · Pion blanc sur case blanche d5 · Pion noir sur case blanche f5 · Pion blanc sur case blanche c4 · Pion blanc sur case noire c3 · Pion blanc sur case blanche a2 · Pion blanc sur case blanche e2 · Pion blanc sur case noire f2 · Pion blanc sur case blanche g2 · Pion blanc sur case noire h2 · Tour blanche sur case noire a1 · Fou blanc sur case noire c1 · Dame blanche sur case blanche d1 · Roi blanc sur case noire e1 · Fou blanc sur case blanche f1 · Cavalier blanc sur case noire g1 · Tour blanche sur case blanche h1 | Tour noire sur case blanche a8 · Cavalier noir sur case noire b8 · Fou noir sur case blanche c8 · Dame noire sur case noire d8 · Roi noir sur case blanche e8 · Cavalier noir sur case blanche g8 · Tour noire sur case noire h8 · Pion noir sur case noire a7 · Pion noir sur case blanche b7 · Pion noir sur case blanche d7 · Pion noir sur case noire e7 · Pion noir sur case blanche h7 · Pion noir sur case blanche g6 · Pion noir sur case noire c5 · Pion blanc sur case blanche d5 · Pion noir sur case blanche f5 · Pion blanc sur case blanche c4 · Pion blanc sur case noire c3 · Pion blanc sur case blanche a2 · Pion blanc sur case blanche e2 · Pion blanc sur case noire f2 · Pion blanc sur case blanche g2 · Pion blanc sur case noire h2 · Tour blanche sur case noire a1 · Fou blanc sur case noire c1 · Dame blanche sur case blanche d1 · Roi blanc sur case noire e1 · Fou blanc sur case blanche f1 · Cavalier blanc sur case noire g1 · Tour blanche sur case blanche h1 | Tour noire sur case blanche a8 · Cavalier noir sur case noire b8 · Fou noir sur case blanche c8 · Dame noire sur case noire d8 · Roi noir sur case blanche e8 · Cavalier noir sur case blanche g8 · Tour noire sur case noire h8 · Pion noir sur case noire a7 · Pion noir sur case blanche b7 · Pion noir sur case blanche d7 · Pion noir sur case noire e7 · Pion noir sur case blanche h7 · Pion noir sur case blanche g6 · Pion noir sur case noire c5 · Pion blanc sur case blanche d5 · Pion noir sur case blanche f5 · Pion blanc sur case blanche c4 · Pion blanc sur case noire c3 · Pion blanc sur case blanche a2 · Pion blanc sur case blanche e2 · Pion blanc sur case noire f2 · Pion blanc sur case blanche g2 · Pion blanc sur case noire h2 · Tour blanche sur case noire a1 · Fou blanc sur case noire c1 · Dame blanche sur case blanche d1 · Roi blanc sur case noire e1 · Fou blanc sur case blanche f1 · Cavalier blanc sur case noire g1 · Tour blanche sur case blanche h1 | Tour noire sur case blanche a8 · Cavalier noir sur case noire b8 · Fou noir sur case blanche c8 · Dame noire sur case noire d8 · Roi noir sur case blanche e8 · Cavalier noir sur case blanche g8 · Tour noire sur case noire h8 · Pion noir sur case noire a7 · Pion noir sur case blanche b7 · Pion noir sur case blanche d7 · Pion noir sur case noire e7 · Pion noir sur case blanche h7 · Pion noir sur case blanche g6 · Pion noir sur case noire c5 · Pion blanc sur case blanche d5 · Pion noir sur case blanche f5 · Pion blanc sur case blanche c4 · Pion blanc sur case noire c3 · Pion blanc sur case blanche a2 · Pion blanc sur case blanche e2 · Pion blanc sur case noire f2 · Pion blanc sur case blanche g2 · Pion blanc sur case noire h2 · Tour blanche sur case noire a1 · Fou blanc sur case noire c1 · Dame blanche sur case blanche d1 · Roi blanc sur case noire e1 · Fou blanc sur case blanche f1 · Cavalier blanc sur case noire g1 · Tour blanche sur case blanche h1 | Tour noire sur case blanche a8 · Cavalier noir sur case noire b8 · Fou noir sur case blanche c8 · Dame noire sur case noire d8 · Roi noir sur case blanche e8 · Cavalier noir sur case blanche g8 · Tour noire sur case noire h8 · Pion noir sur case noire a7 · Pion noir sur case blanche b7 · Pion noir sur case blanche d7 · Pion noir sur case noire e7 · Pion noir sur case blanche h7 · Pion noir sur case blanche g6 · Pion noir sur case noire c5 · Pion blanc sur case blanche d5 · Pion noir sur case blanche f5 · Pion blanc sur case blanche c4 · Pion blanc sur case noire c3 · Pion blanc sur case blanche a2 · Pion blanc sur case blanche e2 · Pion blanc sur case noire f2 · Pion blanc sur case blanche g2 · Pion blanc sur case noire h2 · Tour blanche sur case noire a1 · Fou blanc sur case noire c1 · Dame blanche sur case blanche d1 · Roi blanc sur case noire e1 · Fou blanc sur case blanche f1 · Cavalier blanc sur case noire g1 · Tour blanche sur case blanche h1 | Tour noire sur case blanche a8 · Cavalier noir sur case noire b8 · Fou noir sur case blanche c8 · Dame noire sur case noire d8 · Roi noir sur case blanche e8 · Cavalier noir sur case blanche g8 · Tour noire sur case noire h8 · Pion noir sur case noire a7 · Pion noir sur case blanche b7 · Pion noir sur case blanche d7 · Pion noir sur case noire e7 · Pion noir sur case blanche h7 · Pion noir sur case blanche g6 · Pion noir sur case noire c5 · Pion blanc sur case blanche d5 · Pion noir sur case blanche f5 · Pion blanc sur case blanche c4 · Pion blanc sur case noire c3 · Pion blanc sur case blanche a2 · Pion blanc sur case blanche e2 · Pion blanc sur case noire f2 · Pion blanc sur case blanche g2 · Pion blanc sur case noire h2 · Tour blanche sur case noire a1 · Fou blanc sur case noire c1 · Dame blanche sur case blanche d1 · Roi blanc sur case noire e1 · Fou blanc sur case blanche f1 · Cavalier blanc sur case noire g1 · Tour blanche sur case blanche h1 | 4 |
| 3 | Tour noire sur case blanche a8 · Cavalier noir sur case noire b8 · Fou noir sur case blanche c8 · Dame noire sur case noire d8 · Roi noir sur case blanche e8 · Cavalier noir sur case blanche g8 · Tour noire sur case noire h8 · Pion noir sur case noire a7 · Pion noir sur case blanche b7 · Pion noir sur case blanche d7 · Pion noir sur case noire e7 · Pion noir sur case blanche h7 · Pion noir sur case blanche g6 · Pion noir sur case noire c5 · Pion blanc sur case blanche d5 · Pion noir sur case blanche f5 · Pion blanc sur case blanche c4 · Pion blanc sur case noire c3 · Pion blanc sur case blanche a2 · Pion blanc sur case blanche e2 · Pion blanc sur case noire f2 · Pion blanc sur case blanche g2 · Pion blanc sur case noire h2 · Tour blanche sur case noire a1 · Fou blanc sur case noire c1 · Dame blanche sur case blanche d1 · Roi blanc sur case noire e1 · Fou blanc sur case blanche f1 · Cavalier blanc sur case noire g1 · Tour blanche sur case blanche h1 | Tour noire sur case blanche a8 · Cavalier noir sur case noire b8 · Fou noir sur case blanche c8 · Dame noire sur case noire d8 · Roi noir sur case blanche e8 · Cavalier noir sur case blanche g8 · Tour noire sur case noire h8 · Pion noir sur case noire a7 · Pion noir sur case blanche b7 · Pion noir sur case blanche d7 · Pion noir sur case noire e7 · Pion noir sur case blanche h7 · Pion noir sur case blanche g6 · Pion noir sur case noire c5 · Pion blanc sur case blanche d5 · Pion noir sur case blanche f5 · Pion blanc sur case blanche c4 · Pion blanc sur case noire c3 · Pion blanc sur case blanche a2 · Pion blanc sur case blanche e2 · Pion blanc sur case noire f2 · Pion blanc sur case blanche g2 · Pion blanc sur case noire h2 · Tour blanche sur case noire a1 · Fou blanc sur case noire c1 · Dame blanche sur case blanche d1 · Roi blanc sur case noire e1 · Fou blanc sur case blanche f1 · Cavalier blanc sur case noire g1 · Tour blanche sur case blanche h1 | Tour noire sur case blanche a8 · Cavalier noir sur case noire b8 · Fou noir sur case blanche c8 · Dame noire sur case noire d8 · Roi noir sur case blanche e8 · Cavalier noir sur case blanche g8 · Tour noire sur case noire h8 · Pion noir sur case noire a7 · Pion noir sur case blanche b7 · Pion noir sur case blanche d7 · Pion noir sur case noire e7 · Pion noir sur case blanche h7 · Pion noir sur case blanche g6 · Pion noir sur case noire c5 · Pion blanc sur case blanche d5 · Pion noir sur case blanche f5 · Pion blanc sur case blanche c4 · Pion blanc sur case noire c3 · Pion blanc sur case blanche a2 · Pion blanc sur case blanche e2 · Pion blanc sur case noire f2 · Pion blanc sur case blanche g2 · Pion blanc sur case noire h2 · Tour blanche sur case noire a1 · Fou blanc sur case noire c1 · Dame blanche sur case blanche d1 · Roi blanc sur case noire e1 · Fou blanc sur case blanche f1 · Cavalier blanc sur case noire g1 · Tour blanche sur case blanche h1 | Tour noire sur case blanche a8 · Cavalier noir sur case noire b8 · Fou noir sur case blanche c8 · Dame noire sur case noire d8 · Roi noir sur case blanche e8 · Cavalier noir sur case blanche g8 · Tour noire sur case noire h8 · Pion noir sur case noire a7 · Pion noir sur case blanche b7 · Pion noir sur case blanche d7 · Pion noir sur case noire e7 · Pion noir sur case blanche h7 · Pion noir sur case blanche g6 · Pion noir sur case noire c5 · Pion blanc sur case blanche d5 · Pion noir sur case blanche f5 · Pion blanc sur case blanche c4 · Pion blanc sur case noire c3 · Pion blanc sur case blanche a2 · Pion blanc sur case blanche e2 · Pion blanc sur case noire f2 · Pion blanc sur case blanche g2 · Pion blanc sur case noire h2 · Tour blanche sur case noire a1 · Fou blanc sur case noire c1 · Dame blanche sur case blanche d1 · Roi blanc sur case noire e1 · Fou blanc sur case blanche f1 · Cavalier blanc sur case noire g1 · Tour blanche sur case blanche h1 | Tour noire sur case blanche a8 · Cavalier noir sur case noire b8 · Fou noir sur case blanche c8 · Dame noire sur case noire d8 · Roi noir sur case blanche e8 · Cavalier noir sur case blanche g8 · Tour noire sur case noire h8 · Pion noir sur case noire a7 · Pion noir sur case blanche b7 · Pion noir sur case blanche d7 · Pion noir sur case noire e7 · Pion noir sur case blanche h7 · Pion noir sur case blanche g6 · Pion noir sur case noire c5 · Pion blanc sur case blanche d5 · Pion noir sur case blanche f5 · Pion blanc sur case blanche c4 · Pion blanc sur case noire c3 · Pion blanc sur case blanche a2 · Pion blanc sur case blanche e2 · Pion blanc sur case noire f2 · Pion blanc sur case blanche g2 · Pion blanc sur case noire h2 · Tour blanche sur case noire a1 · Fou blanc sur case noire c1 · Dame blanche sur case blanche d1 · Roi blanc sur case noire e1 · Fou blanc sur case blanche f1 · Cavalier blanc sur case noire g1 · Tour blanche sur case blanche h1 | Tour noire sur case blanche a8 · Cavalier noir sur case noire b8 · Fou noir sur case blanche c8 · Dame noire sur case noire d8 · Roi noir sur case blanche e8 · Cavalier noir sur case blanche g8 · Tour noire sur case noire h8 · Pion noir sur case noire a7 · Pion noir sur case blanche b7 · Pion noir sur case blanche d7 · Pion noir sur case noire e7 · Pion noir sur case blanche h7 · Pion noir sur case blanche g6 · Pion noir sur case noire c5 · Pion blanc sur case blanche d5 · Pion noir sur case blanche f5 · Pion blanc sur case blanche c4 · Pion blanc sur case noire c3 · Pion blanc sur case blanche a2 · Pion blanc sur case blanche e2 · Pion blanc sur case noire f2 · Pion blanc sur case blanche g2 · Pion blanc sur case noire h2 · Tour blanche sur case noire a1 · Fou blanc sur case noire c1 · Dame blanche sur case blanche d1 · Roi blanc sur case noire e1 · Fou blanc sur case blanche f1 · Cavalier blanc sur case noire g1 · Tour blanche sur case blanche h1 | Tour noire sur case blanche a8 · Cavalier noir sur case noire b8 · Fou noir sur case blanche c8 · Dame noire sur case noire d8 · Roi noir sur case blanche e8 · Cavalier noir sur case blanche g8 · Tour noire sur case noire h8 · Pion noir sur case noire a7 · Pion noir sur case blanche b7 · Pion noir sur case blanche d7 · Pion noir sur case noire e7 · Pion noir sur case blanche h7 · Pion noir sur case blanche g6 · Pion noir sur case noire c5 · Pion blanc sur case blanche d5 · Pion noir sur case blanche f5 · Pion blanc sur case blanche c4 · Pion blanc sur case noire c3 · Pion blanc sur case blanche a2 · Pion blanc sur case blanche e2 · Pion blanc sur case noire f2 · Pion blanc sur case blanche g2 · Pion blanc sur case noire h2 · Tour blanche sur case noire a1 · Fou blanc sur case noire c1 · Dame blanche sur case blanche d1 · Roi blanc sur case noire e1 · Fou blanc sur case blanche f1 · Cavalier blanc sur case noire g1 · Tour blanche sur case blanche h1 | Tour noire sur case blanche a8 · Cavalier noir sur case noire b8 · Fou noir sur case blanche c8 · Dame noire sur case noire d8 · Roi noir sur case blanche e8 · Cavalier noir sur case blanche g8 · Tour noire sur case noire h8 · Pion noir sur case noire a7 · Pion noir sur case blanche b7 · Pion noir sur case blanche d7 · Pion noir sur case noire e7 · Pion noir sur case blanche h7 · Pion noir sur case blanche g6 · Pion noir sur case noire c5 · Pion blanc sur case blanche d5 · Pion noir sur case blanche f5 · Pion blanc sur case blanche c4 · Pion blanc sur case noire c3 · Pion blanc sur case blanche a2 · Pion blanc sur case blanche e2 · Pion blanc sur case noire f2 · Pion blanc sur case blanche g2 · Pion blanc sur case noire h2 · Tour blanche sur case noire a1 · Fou blanc sur case noire c1 · Dame blanche sur case blanche d1 · Roi blanc sur case noire e1 · Fou blanc sur case blanche f1 · Cavalier blanc sur case noire g1 · Tour blanche sur case blanche h1 | 3 |
| 2 | Tour noire sur case blanche a8 · Cavalier noir sur case noire b8 · Fou noir sur case blanche c8 · Dame noire sur case noire d8 · Roi noir sur case blanche e8 · Cavalier noir sur case blanche g8 · Tour noire sur case noire h8 · Pion noir sur case noire a7 · Pion noir sur case blanche b7 · Pion noir sur case blanche d7 · Pion noir sur case noire e7 · Pion noir sur case blanche h7 · Pion noir sur case blanche g6 · Pion noir sur case noire c5 · Pion blanc sur case blanche d5 · Pion noir sur case blanche f5 · Pion blanc sur case blanche c4 · Pion blanc sur case noire c3 · Pion blanc sur case blanche a2 · Pion blanc sur case blanche e2 · Pion blanc sur case noire f2 · Pion blanc sur case blanche g2 · Pion blanc sur case noire h2 · Tour blanche sur case noire a1 · Fou blanc sur case noire c1 · Dame blanche sur case blanche d1 · Roi blanc sur case noire e1 · Fou blanc sur case blanche f1 · Cavalier blanc sur case noire g1 · Tour blanche sur case blanche h1 | Tour noire sur case blanche a8 · Cavalier noir sur case noire b8 · Fou noir sur case blanche c8 · Dame noire sur case noire d8 · Roi noir sur case blanche e8 · Cavalier noir sur case blanche g8 · Tour noire sur case noire h8 · Pion noir sur case noire a7 · Pion noir sur case blanche b7 · Pion noir sur case blanche d7 · Pion noir sur case noire e7 · Pion noir sur case blanche h7 · Pion noir sur case blanche g6 · Pion noir sur case noire c5 · Pion blanc sur case blanche d5 · Pion noir sur case blanche f5 · Pion blanc sur case blanche c4 · Pion blanc sur case noire c3 · Pion blanc sur case blanche a2 · Pion blanc sur case blanche e2 · Pion blanc sur case noire f2 · Pion blanc sur case blanche g2 · Pion blanc sur case noire h2 · Tour blanche sur case noire a1 · Fou blanc sur case noire c1 · Dame blanche sur case blanche d1 · Roi blanc sur case noire e1 · Fou blanc sur case blanche f1 · Cavalier blanc sur case noire g1 · Tour blanche sur case blanche h1 | Tour noire sur case blanche a8 · Cavalier noir sur case noire b8 · Fou noir sur case blanche c8 · Dame noire sur case noire d8 · Roi noir sur case blanche e8 · Cavalier noir sur case blanche g8 · Tour noire sur case noire h8 · Pion noir sur case noire a7 · Pion noir sur case blanche b7 · Pion noir sur case blanche d7 · Pion noir sur case noire e7 · Pion noir sur case blanche h7 · Pion noir sur case blanche g6 · Pion noir sur case noire c5 · Pion blanc sur case blanche d5 · Pion noir sur case blanche f5 · Pion blanc sur case blanche c4 · Pion blanc sur case noire c3 · Pion blanc sur case blanche a2 · Pion blanc sur case blanche e2 · Pion blanc sur case noire f2 · Pion blanc sur case blanche g2 · Pion blanc sur case noire h2 · Tour blanche sur case noire a1 · Fou blanc sur case noire c1 · Dame blanche sur case blanche d1 · Roi blanc sur case noire e1 · Fou blanc sur case blanche f1 · Cavalier blanc sur case noire g1 · Tour blanche sur case blanche h1 | Tour noire sur case blanche a8 · Cavalier noir sur case noire b8 · Fou noir sur case blanche c8 · Dame noire sur case noire d8 · Roi noir sur case blanche e8 · Cavalier noir sur case blanche g8 · Tour noire sur case noire h8 · Pion noir sur case noire a7 · Pion noir sur case blanche b7 · Pion noir sur case blanche d7 · Pion noir sur case noire e7 · Pion noir sur case blanche h7 · Pion noir sur case blanche g6 · Pion noir sur case noire c5 · Pion blanc sur case blanche d5 · Pion noir sur case blanche f5 · Pion blanc sur case blanche c4 · Pion blanc sur case noire c3 · Pion blanc sur case blanche a2 · Pion blanc sur case blanche e2 · Pion blanc sur case noire f2 · Pion blanc sur case blanche g2 · Pion blanc sur case noire h2 · Tour blanche sur case noire a1 · Fou blanc sur case noire c1 · Dame blanche sur case blanche d1 · Roi blanc sur case noire e1 · Fou blanc sur case blanche f1 · Cavalier blanc sur case noire g1 · Tour blanche sur case blanche h1 | Tour noire sur case blanche a8 · Cavalier noir sur case noire b8 · Fou noir sur case blanche c8 · Dame noire sur case noire d8 · Roi noir sur case blanche e8 · Cavalier noir sur case blanche g8 · Tour noire sur case noire h8 · Pion noir sur case noire a7 · Pion noir sur case blanche b7 · Pion noir sur case blanche d7 · Pion noir sur case noire e7 · Pion noir sur case blanche h7 · Pion noir sur case blanche g6 · Pion noir sur case noire c5 · Pion blanc sur case blanche d5 · Pion noir sur case blanche f5 · Pion blanc sur case blanche c4 · Pion blanc sur case noire c3 · Pion blanc sur case blanche a2 · Pion blanc sur case blanche e2 · Pion blanc sur case noire f2 · Pion blanc sur case blanche g2 · Pion blanc sur case noire h2 · Tour blanche sur case noire a1 · Fou blanc sur case noire c1 · Dame blanche sur case blanche d1 · Roi blanc sur case noire e1 · Fou blanc sur case blanche f1 · Cavalier blanc sur case noire g1 · Tour blanche sur case blanche h1 | Tour noire sur case blanche a8 · Cavalier noir sur case noire b8 · Fou noir sur case blanche c8 · Dame noire sur case noire d8 · Roi noir sur case blanche e8 · Cavalier noir sur case blanche g8 · Tour noire sur case noire h8 · Pion noir sur case noire a7 · Pion noir sur case blanche b7 · Pion noir sur case blanche d7 · Pion noir sur case noire e7 · Pion noir sur case blanche h7 · Pion noir sur case blanche g6 · Pion noir sur case noire c5 · Pion blanc sur case blanche d5 · Pion noir sur case blanche f5 · Pion blanc sur case blanche c4 · Pion blanc sur case noire c3 · Pion blanc sur case blanche a2 · Pion blanc sur case blanche e2 · Pion blanc sur case noire f2 · Pion blanc sur case blanche g2 · Pion blanc sur case noire h2 · Tour blanche sur case noire a1 · Fou blanc sur case noire c1 · Dame blanche sur case blanche d1 · Roi blanc sur case noire e1 · Fou blanc sur case blanche f1 · Cavalier blanc sur case noire g1 · Tour blanche sur case blanche h1 | Tour noire sur case blanche a8 · Cavalier noir sur case noire b8 · Fou noir sur case blanche c8 · Dame noire sur case noire d8 · Roi noir sur case blanche e8 · Cavalier noir sur case blanche g8 · Tour noire sur case noire h8 · Pion noir sur case noire a7 · Pion noir sur case blanche b7 · Pion noir sur case blanche d7 · Pion noir sur case noire e7 · Pion noir sur case blanche h7 · Pion noir sur case blanche g6 · Pion noir sur case noire c5 · Pion blanc sur case blanche d5 · Pion noir sur case blanche f5 · Pion blanc sur case blanche c4 · Pion blanc sur case noire c3 · Pion blanc sur case blanche a2 · Pion blanc sur case blanche e2 · Pion blanc sur case noire f2 · Pion blanc sur case blanche g2 · Pion blanc sur case noire h2 · Tour blanche sur case noire a1 · Fou blanc sur case noire c1 · Dame blanche sur case blanche d1 · Roi blanc sur case noire e1 · Fou blanc sur case blanche f1 · Cavalier blanc sur case noire g1 · Tour blanche sur case blanche h1 | Tour noire sur case blanche a8 · Cavalier noir sur case noire b8 · Fou noir sur case blanche c8 · Dame noire sur case noire d8 · Roi noir sur case blanche e8 · Cavalier noir sur case blanche g8 · Tour noire sur case noire h8 · Pion noir sur case noire a7 · Pion noir sur case blanche b7 · Pion noir sur case blanche d7 · Pion noir sur case noire e7 · Pion noir sur case blanche h7 · Pion noir sur case blanche g6 · Pion noir sur case noire c5 · Pion blanc sur case blanche d5 · Pion noir sur case blanche f5 · Pion blanc sur case blanche c4 · Pion blanc sur case noire c3 · Pion blanc sur case blanche a2 · Pion blanc sur case blanche e2 · Pion blanc sur case noire f2 · Pion blanc sur case blanche g2 · Pion blanc sur case noire h2 · Tour blanche sur case noire a1 · Fou blanc sur case noire c1 · Dame blanche sur case blanche d1 · Roi blanc sur case noire e1 · Fou blanc sur case blanche f1 · Cavalier blanc sur case noire g1 · Tour blanche sur case blanche h1 | 2 |
| 1 | Tour noire sur case blanche a8 · Cavalier noir sur case noire b8 · Fou noir sur case blanche c8 · Dame noire sur case noire d8 · Roi noir sur case blanche e8 · Cavalier noir sur case blanche g8 · Tour noire sur case noire h8 · Pion noir sur case noire a7 · Pion noir sur case blanche b7 · Pion noir sur case blanche d7 · Pion noir sur case noire e7 · Pion noir sur case blanche h7 · Pion noir sur case blanche g6 · Pion noir sur case noire c5 · Pion blanc sur case blanche d5 · Pion noir sur case blanche f5 · Pion blanc sur case blanche c4 · Pion blanc sur case noire c3 · Pion blanc sur case blanche a2 · Pion blanc sur case blanche e2 · Pion blanc sur case noire f2 · Pion blanc sur case blanche g2 · Pion blanc sur case noire h2 · Tour blanche sur case noire a1 · Fou blanc sur case noire c1 · Dame blanche sur case blanche d1 · Roi blanc sur case noire e1 · Fou blanc sur case blanche f1 · Cavalier blanc sur case noire g1 · Tour blanche sur case blanche h1 | Tour noire sur case blanche a8 · Cavalier noir sur case noire b8 · Fou noir sur case blanche c8 · Dame noire sur case noire d8 · Roi noir sur case blanche e8 · Cavalier noir sur case blanche g8 · Tour noire sur case noire h8 · Pion noir sur case noire a7 · Pion noir sur case blanche b7 · Pion noir sur case blanche d7 · Pion noir sur case noire e7 · Pion noir sur case blanche h7 · Pion noir sur case blanche g6 · Pion noir sur case noire c5 · Pion blanc sur case blanche d5 · Pion noir sur case blanche f5 · Pion blanc sur case blanche c4 · Pion blanc sur case noire c3 · Pion blanc sur case blanche a2 · Pion blanc sur case blanche e2 · Pion blanc sur case noire f2 · Pion blanc sur case blanche g2 · Pion blanc sur case noire h2 · Tour blanche sur case noire a1 · Fou blanc sur case noire c1 · Dame blanche sur case blanche d1 · Roi blanc sur case noire e1 · Fou blanc sur case blanche f1 · Cavalier blanc sur case noire g1 · Tour blanche sur case blanche h1 | Tour noire sur case blanche a8 · Cavalier noir sur case noire b8 · Fou noir sur case blanche c8 · Dame noire sur case noire d8 · Roi noir sur case blanche e8 · Cavalier noir sur case blanche g8 · Tour noire sur case noire h8 · Pion noir sur case noire a7 · Pion noir sur case blanche b7 · Pion noir sur case blanche d7 · Pion noir sur case noire e7 · Pion noir sur case blanche h7 · Pion noir sur case blanche g6 · Pion noir sur case noire c5 · Pion blanc sur case blanche d5 · Pion noir sur case blanche f5 · Pion blanc sur case blanche c4 · Pion blanc sur case noire c3 · Pion blanc sur case blanche a2 · Pion blanc sur case blanche e2 · Pion blanc sur case noire f2 · Pion blanc sur case blanche g2 · Pion blanc sur case noire h2 · Tour blanche sur case noire a1 · Fou blanc sur case noire c1 · Dame blanche sur case blanche d1 · Roi blanc sur case noire e1 · Fou blanc sur case blanche f1 · Cavalier blanc sur case noire g1 · Tour blanche sur case blanche h1 | Tour noire sur case blanche a8 · Cavalier noir sur case noire b8 · Fou noir sur case blanche c8 · Dame noire sur case noire d8 · Roi noir sur case blanche e8 · Cavalier noir sur case blanche g8 · Tour noire sur case noire h8 · Pion noir sur case noire a7 · Pion noir sur case blanche b7 · Pion noir sur case blanche d7 · Pion noir sur case noire e7 · Pion noir sur case blanche h7 · Pion noir sur case blanche g6 · Pion noir sur case noire c5 · Pion blanc sur case blanche d5 · Pion noir sur case blanche f5 · Pion blanc sur case blanche c4 · Pion blanc sur case noire c3 · Pion blanc sur case blanche a2 · Pion blanc sur case blanche e2 · Pion blanc sur case noire f2 · Pion blanc sur case blanche g2 · Pion blanc sur case noire h2 · Tour blanche sur case noire a1 · Fou blanc sur case noire c1 · Dame blanche sur case blanche d1 · Roi blanc sur case noire e1 · Fou blanc sur case blanche f1 · Cavalier blanc sur case noire g1 · Tour blanche sur case blanche h1 | Tour noire sur case blanche a8 · Cavalier noir sur case noire b8 · Fou noir sur case blanche c8 · Dame noire sur case noire d8 · Roi noir sur case blanche e8 · Cavalier noir sur case blanche g8 · Tour noire sur case noire h8 · Pion noir sur case noire a7 · Pion noir sur case blanche b7 · Pion noir sur case blanche d7 · Pion noir sur case noire e7 · Pion noir sur case blanche h7 · Pion noir sur case blanche g6 · Pion noir sur case noire c5 · Pion blanc sur case blanche d5 · Pion noir sur case blanche f5 · Pion blanc sur case blanche c4 · Pion blanc sur case noire c3 · Pion blanc sur case blanche a2 · Pion blanc sur case blanche e2 · Pion blanc sur case noire f2 · Pion blanc sur case blanche g2 · Pion blanc sur case noire h2 · Tour blanche sur case noire a1 · Fou blanc sur case noire c1 · Dame blanche sur case blanche d1 · Roi blanc sur case noire e1 · Fou blanc sur case blanche f1 · Cavalier blanc sur case noire g1 · Tour blanche sur case blanche h1 | Tour noire sur case blanche a8 · Cavalier noir sur case noire b8 · Fou noir sur case blanche c8 · Dame noire sur case noire d8 · Roi noir sur case blanche e8 · Cavalier noir sur case blanche g8 · Tour noire sur case noire h8 · Pion noir sur case noire a7 · Pion noir sur case blanche b7 · Pion noir sur case blanche d7 · Pion noir sur case noire e7 · Pion noir sur case blanche h7 · Pion noir sur case blanche g6 · Pion noir sur case noire c5 · Pion blanc sur case blanche d5 · Pion noir sur case blanche f5 · Pion blanc sur case blanche c4 · Pion blanc sur case noire c3 · Pion blanc sur case blanche a2 · Pion blanc sur case blanche e2 · Pion blanc sur case noire f2 · Pion blanc sur case blanche g2 · Pion blanc sur case noire h2 · Tour blanche sur case noire a1 · Fou blanc sur case noire c1 · Dame blanche sur case blanche d1 · Roi blanc sur case noire e1 · Fou blanc sur case blanche f1 · Cavalier blanc sur case noire g1 · Tour blanche sur case blanche h1 | Tour noire sur case blanche a8 · Cavalier noir sur case noire b8 · Fou noir sur case blanche c8 · Dame noire sur case noire d8 · Roi noir sur case blanche e8 · Cavalier noir sur case blanche g8 · Tour noire sur case noire h8 · Pion noir sur case noire a7 · Pion noir sur case blanche b7 · Pion noir sur case blanche d7 · Pion noir sur case noire e7 · Pion noir sur case blanche h7 · Pion noir sur case blanche g6 · Pion noir sur case noire c5 · Pion blanc sur case blanche d5 · Pion noir sur case blanche f5 · Pion blanc sur case blanche c4 · Pion blanc sur case noire c3 · Pion blanc sur case blanche a2 · Pion blanc sur case blanche e2 · Pion blanc sur case noire f2 · Pion blanc sur case blanche g2 · Pion blanc sur case noire h2 · Tour blanche sur case noire a1 · Fou blanc sur case noire c1 · Dame blanche sur case blanche d1 · Roi blanc sur case noire e1 · Fou blanc sur case blanche f1 · Cavalier blanc sur case noire g1 · Tour blanche sur case blanche h1 | Tour noire sur case blanche a8 · Cavalier noir sur case noire b8 · Fou noir sur case blanche c8 · Dame noire sur case noire d8 · Roi noir sur case blanche e8 · Cavalier noir sur case blanche g8 · Tour noire sur case noire h8 · Pion noir sur case noire a7 · Pion noir sur case blanche b7 · Pion noir sur case blanche d7 · Pion noir sur case noire e7 · Pion noir sur case blanche h7 · Pion noir sur case blanche g6 · Pion noir sur case noire c5 · Pion blanc sur case blanche d5 · Pion noir sur case blanche f5 · Pion blanc sur case blanche c4 · Pion blanc sur case noire c3 · Pion blanc sur case blanche a2 · Pion blanc sur case blanche e2 · Pion blanc sur case noire f2 · Pion blanc sur case blanche g2 · Pion blanc sur case noire h2 · Tour blanche sur case noire a1 · Fou blanc sur case noire c1 · Dame blanche sur case blanche d1 · Roi blanc sur case noire e1 · Fou blanc sur case blanche f1 · Cavalier blanc sur case noire g1 · Tour blanche sur case blanche h1 | 1 |
|   | a | b | c | d | e | f | g | h |   |

La défense Dzindzi-indienne (code ECO A40) est une ouverture du jeu d'échecs. Nommée ainsi par le joueur d'échecs Roman Dzindzichashvili, elle s'obtient après les coups 1. d4 g6 2. c4 Fg7 3. Cc3 c5 4. d5 Fxc3+ 5. bxc3 f5,.
De fait, cette ouverture usurpe le titre de défense indienne car ...f5 y est joué avant ...Cf6, et Cyrus Lakdawala (de) la traite avec la défense moderne.
Elle est dénommée variante beefeater de la défense moderne dans le livre Unorthodox Chess Openings d'Eric Schiller, qui donne par ailleurs le nom de Dzindzi-indienne à la ligne 1. d4 Cf6 2. c4 e6 3. Cf3 a6.
Cette variante confère un avantage conséquent aux Blancs et est, de ce fait, considérée comme irrégulière.

## Parties d'exemples
Jeroen Piket-Roman Dzindzichashvili, Lucerne, 1989
1. d4 g6 2. c4 Fg7 3. Cc3 c5 4. d5 Fxc3+ 5. bxc3 f5 6. f3 Da5 7. Fd2 Cf6 8. Dc2 d6 9. e4 fxe4 10. fxe4 Cbd7 11. Cf3 Cg4 12. Fe2 Cde5 13. 0-0 Fd7 14. h3 Cxf3+ 15. gxf3 Cf6 16. Rh2 0-0-0 17. f4 Dc7 18. Tae1 Tdf8 19. Tg1 Tf7 20. Tg5 e5 21. fxe5 dxe5 22. Dd3 Dd6 23. Tg2 Ce8 24. Fh6 De7 25. De3 b6 26. Tf2 Txf2+ 27. Dxf2 Cd6 28. Fd3 Cf7 29. Fg7 Tg8 30. Ff6 Dd6 31. Dh4 g5 32. Dxh7 Dxf6 33. Dxg8+ Cd8 34. Tf1 Dh6 35. Tf3 g4 36. Tg3 Dd2+ 37. Rg1 De1+ 38. Rh2 Dd2+ 39. Rg1 Df4 40. Rh2 Dd2+ ½-½
Maxim Dlugy - Igor Ivanov (joueur d'échecs), New York, 1992
1. d4 g6 2. c4 Fg7 3. Cc3 c5 4. d5 Fxc3+ 5. bxc3 f5 6. g4 fxg4 7. h3 g3 8. f4 Cf6 9. Dd3 Da5 10. Fd2 Ch5 11. a4 Tf8 12. e3 d6 13. Fe2 Ff5 14. e4 Cxf4 15. Fxf4 Fxe4 16. Dxe4 Dxc3+ 17. Fd2 Dxa1+ 18. Fd1 Tf2 19. Ce2 g2 20. Rxf2 gxh1=D 21. Dxh1 Cd7 22. Fc3 Db1 23. Re1 Dd3 24. Dg2 Dxc4 25. Dg5 De4 26. Rd2 Cb6 27. Cf4 Cc4+ 28. Rc1 Ce3 29. Ce6 Rd7 0-1
Alexander Onischuk-Andreï Sokolov, Viernheim (Allemagne), 1995
1. d4 g6 2. c4 Fg7 3. Cc3 c5 4. d5 f5 5. e4 Fxc3+ 6. bxc3 fxe4 7. f3 Cf6 8. fxe4 Da5 9. Dc2 d6 10. Fd3 Cbd7 11. Cf3 Ce5 12. 0-0 Cxf3+ 13. Txf3 Cg4 14. Ff4 Fd7 15. e5 Cxe5 16. Fxe5 dxe5 17. Te1 Dc7 18. Tfe3 Dd6 19. Txe5 Tf8 20. Txe7+ Dxe7 21. Dc1 Tf7 22. d6 Dxe1+ 23. Dxe1+ Rf8 24. De5 Rg8 25. Dxc5 Te8 26. h3 Fc6 27. Dd4 Te1+ 28. Rh2 Td1 29. De3 Tf8 30. c5 Te8 31. Fc4+ Rg7 32. Df2 Te4 33. Fb3 Tde1 34. Df7+ Rh6 35. Fd5 1-0.
Jon Kristian Royset - Hikaru Nakamura, Oslo, 2010
1. d4 g6 2. c4 Fg7 3. Cc3 c5 4. d5 Fxc3+ 5. bxc3 f5 6. e4 fxe4 7. f3 Da5 8. Dd2 Cf6 9. Tb1 d6 10. Tb5 Dc7 11. fxe4 0-0 12. e5 dxe5 13. De3 b6 14. Cf3 e4 15. Cg5 De5 16. Tb3 h6 17. Ce6 Fxe6 18. dxe6 Cg4 19. Dg3 Dxg3+ 20. hxg3 h5 21.  Fe2 Cc6 22. Fxg4 hxg4 23. Ff4 Tf6 24. Th4 Txe6 25. Txg4 Ca5 26. Tb1 Cxc4 27. Td1 Cb2 28. Td7 Cd3+ 29. Re2 b5 30. Fe3 a5 31. Td5 b4 32. Fxc5 bxc3 33. Txe4 c2 34. Txe6 c1=D 35. Txd3 Dxc5 36. Txg6+ Rf7 37. Tg4 0-1.